# Château de l'Île
Ne pas confondre avec le Palais de l'île (Annecy).
Le château de l'Île à Genève (Munitio/Castellum de insula), est un château en grande partie disparu, qui fut en possession des évêques de Genève. L'édifice, élevé vers 1215-1219, a été entièrement reconstruit entre 1288 et 1319 par le comte Amédée V de Savoie. Il en subsiste la grande tour et il ne faut pas le confondre avec le château de Genève, dit aussi du Bourg de Four.

## Géographie
Le château de l'Île est un ancien château situé sur l'îlot situé en amont au pont établi sur le Rhône, appelée « grande île »,. Il est l'un des deux îlots qui formeront par la suite l'Île.
Louis Blondel considère l'édifice comme la « clef de Genève ».

## Histoire
L'évêque Aymon de Grandson dans sa lutte contre l'expansionnisme des Savoie en terre genevoise, fait édifier ou reconstruire plusieurs châteaux. Le château de l'Île est édifié à cette occasion, vers 1215-1219. Il est ainsi mentionné dans la décision de Desingy du 10 octobre 1219, opposant Aymon, évêque de Genève, et le noble (nobilis vir) Guillaume de Genève, futur comte. Dans cet acte, il est désigné sous le nom Munitio (munitionem). Le futur comte reconnaît prendre l'édifice militaire sous sa protection.
Le château est commandé par un châtelain épiscopal, que l'on retrouve notamment lors du traité de paix entre l'évêque et le comte de Savoie en 1285.
Un document de 1258 mentionne un portier de l'isle (portarii insule gebennensis).
En 1285, dans une enquête sur l'évêché, il est indiqué que l'évêque reçoit une somme des bonifications qu'il investit dans la « construction du château de l'Ile depuis ses fondations ».
En 1287, le comte Amédée V de Savoie, profitant de la vacance du siège épiscopal, s'empare de la place, ainsi que des droits sur la ville,. Le siège aurait duré « au moins quatorze semaines » jusqu'à la retraite du chanoine qui en avait la garde. La reddition s'effectue aux environs du 24 juin 1287. Le comte profite de cette situation de faiblesse de l'évêque pour se qualifier l'année suivante de vidomne de l'évêque et nomme Girard de Compey,. Le comte Amédée s'y installe d'ailleurs et y établit sa Cour.
Dans une lettre du 25 novembre 1287, l'évêque Guillaume de Conflans demande au comte de Savoie le retour du château à l'Église. Cette demande faite à de nombreuses occasions, est réitérée à l'occasion de monitions (avertissement juridique de la part de l'ordinaire) en date du 13 novembre 1289. Le comte a un mois pour obtempérer. Le comte est excommunié le 13 janvier 1290. La discussion entre les deux princes se poursuit.
Le 19 septembre 1290, à l'occasion du traité signé à Asti, le château de l'Île est restitué à l'évêque, Guillaume de Conflans, contre une somme de 40 000 marcs d'argent,,. L'année suivante, l'évêque en appelle à Rome pour la restitution du château et du vidomnat, ainsi que du péage et de la pêche sur le Rhône.
En 1311, le comte de Savoie, Amédée V, accorde à l'évêque de Genève, Aymon IV, le château et le vidomnat de Genève.
"Le château a subi plusieurs incendie et en 1677, il fut démoli, ne restant que cette tour. Surélevée et restaurée en 1897, elle est devenue l'un des monuments clés du patrimoine de la ville. Sa grande horloge qui donne son caractère à l'édifice est installée depuis le XVIe siècle."

## Description
Anciennement, l'ouvrage comprenait une grande enceinte pentagonale commandée par deux tours quadrangulaires encadrant la grande porte placée face au pont du Rhône. La forteresse disposait, vraisemblablement contre son front occidental, face au lac, d'un « plain-château » (basse-cour servant à la défense avancée d'un château et pouvant servir de refuge à la population). L'ouvrage a été rénové et transformé à maintes reprises, dès 1343 et jusqu'en 1844. L'enceinte et la petite tour ont été détruites entre 1530 à 1540.
L'édifice a servi de siège et de prisons des vidomnes épiscopaux de Genève de 1293 à 1528. La grande tour est aménagée en beffroi urbain en 1538. Atelier de fabrication de poudre à canon de 1544 à 1548, puis teinturerie, magasin à poudre, grenier aux blés et encore logement de l'horloger de la tour en 1683.
Le principal élément actuellement conservé est la grande tour, profondément remaniée en 1898 et classée monument historique en 1921.

## Siège administratif

### Vidomnat de Genève
Le château est le siège de justice du vidomnat de Genève. Le vidomne (vice dominus) était un officier de l'évêque ayant le pouvoir de justice.
La première mention de l'office remonte à l'an 1155. Les premiers vidomnes sont très probablement les comtes de Genève. L'office passe entre les mains des comtes de Savoie avec leur main mise sur la cité. L'évêque leur cède, sous réserve d'hommage, le vidomnat par un acte du 19 septembre 1290,. Les comtes le gardent jusqu'en 1528. En 1529, les syndics de Genève maintiennent la fonction mais modifie le nom en lieutenant de justice.

### Châtellenie de Genève
Le château de l'Île est le siège d'une châtellenie, dit aussi mandement (mandamentum), à partir de 1287. Dans le comté de Genève, puis le comté de Savoie à partir de 1401, le châtelain est un « [officier], nommé pour une durée définie, révocable et amovible »,. Il est chargé de la gestion de la châtellenie ou mandement, il perçoit les revenus fiscaux du domaine, et il s'occupe de l'entretien du château.
Durant l'administration savoyarde, le château est le siège de la châtellenie, qui est intégrée au bailliage du Chablais.